# إتش بلايني لوسون
إتش بلايني لوسون (بالإنجليزية: H. Blaine Lawson) هو أستاذ جامعي ورياضياتي أمريكي، ولد في 4 يناير 1942 في نوريستاون ‏ في الولايات المتحدة.